# Ēriks Ešenvalds
Ēriks Ešenvalds (Priekule, Letonia, 1977) es un compositor letón.

## Biografía
Realizó los estudios musicales en la Academia Letona de Música Jāzeps Vītols, logrando el grado de Maestría en composición con Selga Mence. Amplía sus estudios musicales en Ogre, Francia, Chequia, Alemania, Holanda y Noruega.
Ha recibido diversos premios a partir del año 2005. En 2012 el disco O Salutaris, íntegramente compuesto por música coral de su composición, ha recibido el Premio a la Grabación musical de Letonia. Su música es habitualmente interpretada en importantes festivales de todo el mundo. Tras trabajar como profesor en la escuela secundaria, ha formado parte durante nueve años del coro estatal de Letonia. Pertenece desde el año 2002 a la Asociación de Compositores de Letonia. Ha logrado la plaza de Fellow Commoner in Creative Arts en el Trinity College de la Universidad de Cambridge para el período 2011-2013.